# Brigitte Sleeking
Brigitte Sleeking (Dordrecht, 19 de março de 1998) é uma jogadora de polo aquático neerlandesa.

## Carreira
Sleeking joga pelo principal clube grego Vouliagmeni desde 2023. Ela já jogou pelo MNC Dordrecht, ZVL em Leiden, CN Sant Andreu em Barcelona, Widex GZC Donk em Gouda e Olympiacos Piraeus (2021-2022). Com ZVL, Sleeking venceu o Copa KNZB em 2015.
Sleeking fez sua estreia pela seleção sênior holandesa em fevereiro de 2018. Sua estreia em um grande torneio internacional ocorreu em julho de 2018, quando foi selecionada para o Campeonato Europeu em Barcelona.
Nos Jogos Olímpicos de Verão de 2024, em Paris, conquistou a medalha de bronze no torneio feminino do polo aquático, após vencer confronto contra a equipe dos Estados Unidos por 11–10 na disputa pelo terceiro lugar.